# Ketewan Swanidse

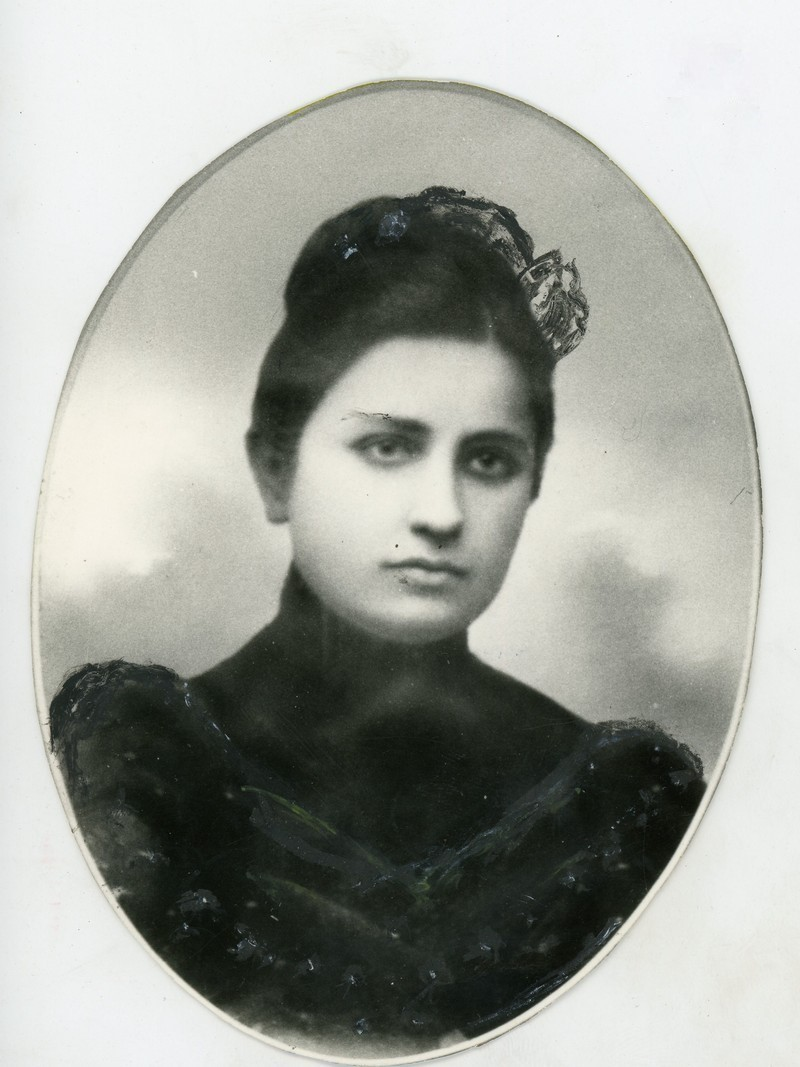
Ketewan Swanidse

Ketewan (Kato oder Jekaterina) Swanidse (georgisch ქეთევან სვანიძე; * 2. April 1880 in der Region Ratscha, Russisches Kaiserreich, heute Georgien; † 22. Novemberjul. / 5. Dezember 1907greg. in Tiflis) war die erste Ehefrau des späteren sowjetischen Regierungs- und Parteichefs Josef Stalin.

## Leben
Ketewan Swanidse wurde als Tochter eines Lehrers und einer Adeligen geboren. Sie erlernte das Schneiderhandwerk. Zusammen mit ihren Schwestern Aleksandra (Saschiko) und Maria (Mariko) führte sie in Tiflis ein Modegeschäft, das Atelier Hervieu, in dem Kleider für vermögende Damen und Uniformen für Offiziere gefertigt wurden. Ihr Bruder war der Historiker und Altbolschewik Alexander Swanidse (Aljoscha). Einige Quellen vermuten, dass sie mehr als einen Bruder hatte.
Am 15. Juli 1906 heiratete sie Stalin, der damals als Revolutionär unter dem Decknamen Galiaschwili in ihrem Hause lebte und der Partei mit Banküberfällen Geld beschaffte, und nahm dessen Familiennamen Dschugaschwili an. Am 18. März 1907 wurde der gemeinsame Sohn Jakow Dschugaschwili geboren. Im gleichen Jahr starb sie an Fleckfieber oder Tuberkulose, die sie sich im Sommer in Baku zugezogen hatte.
Stalin erklärte später, dass sie neben seiner Mutter die einzige Person gewesen sei, die er wirklich geliebt habe. Bei ihrer nach georgisch-orthodoxem Ritus organisierten Beerdigung sagte er einem einstigen Kameraden, dass mit ihr jedes menschliche Gefühl in ihm gestorben sei: „Dieses Geschöpf hat mein steinernes Herz erweichen können. Nun ist sie tot, und mit ihr sind meine letzten warmen Gefühle für alle menschlichen Wesen gestorben.“ Auf seine Brust weisend, soll Stalin hinzugefügt haben: „Hier drinnen ist es leer geworden, so unsagbar leer!“